# Йоганнес Траутлофт
Йоганнес «Ганнес» Траутлофт (нім. Johannes «Hannes» Trautloft; 3 березня 1912, Грособрінген — 12 січня 1995, Бад-Вісзе) — німецький пілот-ас, оберст люфтваффе вермахту, генерал-лейтенант люфтваффе бундесверу. Кавалер Лицарського хреста Залізного хреста.

## Біографія
З 7 квітня 1931 по лютий 1932 року навчався у авіаційній школі в Шлайсгаймі. Разом із Траутлофтом навчались інші майбутні аси — Вольфганг Фальк і Гюнтер Лютцов. 15 жовтня 1932 року поступив на службу в 15-й піхотний полк, згодом пройшов курс льотчика-винищувача в секретній авіашколі в Липецьку. Учасник громадянської війни в Іспанії, під час якої збив 4 літаки.
З 19 вересня 1939 по 24 серпня 1940 року — командир 3-ї групи 51-ї винищувальної ескадри. З 25 серпня 1940 по 5 липня 1943 року — командир 54-ї винищувальної ескадри «Зелене серце», в формуванні якої брав активну участь. Учасник Французької кампанії і боїв на радянсько-німецькому фронті.
Всього за час бойових дій здійснив 560 бойових вильотів і збив 54 ворожих літаки (не враховуючи 4 літаки, збитих в Іспанії), з них 45 — на Східному фронті.
В 1961 році вступив у люфтваффе бундесверу, в 1970 році вийшов у відставку.

## Нагороди
- Нагрудний знак пілота
- Іспанський хрест в золоті з мечами
- Медаль «За вислугу років у Вермахті» 4-го класу (4 роки)
- Медаль «У пам'ять 1 жовтня 1938» із застібкою «Празький град»

### Друга світова війна
- Залізний хрест 2-го і 1-го класу
- Авіаційна планка денного винищувача в золоті з підвіскою
- Відзначений у Вермахтберіхт 5 разів
  - «Ескадрилья винищувачів під командуванням майора Траутлофта 26 червня здобула свою 500-ту повітряну перемогу.» (29 червня 1941)
  - «Винищувач Траутлофта зміг знищити кожен із 40 радянських літаків в Дюнабурзі.» (1 липня 1941)
  - «Ескадрилья винищувачів під командуванням майора Траутлофта вчора здобула свою 2000-ту повітряну перемогу.» (5 квітня 1942)
  - «Ескадрилья винищувачів під командуванням майора Траутлофта знищила свого 2000-го ворога на Східному фронті.» (20 червня 1942)
  - «Ескадрилья винищувачів під командуванням ооберст-лейтенант Траутлофта здобула свою 4000-ту повітряну перемогу.» (21 лютого 1943)
- Лицарський хрест Залізного хреста (27 липня 1941) — за 20 повітряних перемог.
- Німецький хрест в золоті (27 липня 1942)

### Після війни
- Великий офіцер ордена «За заслуги перед Федеративною Республікою Німеччина»